# Nagrada Petar Brečić
Nagrada Petar Brečić je nagrada za kazališnu kritiku, esej i dramaturgiju. Od 2005. je nagrada proširena i na područje doprinosa kazališnoj umjetnosti.
Utemeljena je 1. veljače 1999. godine. Dobila je ime po uglednom hrvatskom kazališnom kritičaru, teatrologu i dramatiku Petru Brečiću.
Dodjeljuju je Hrvatska radiotelevizija i izdavačka kuća Školska knjiga.
Dodjeljuje se kritičarima, esejistima i teoretičarima s područja teatrologije svake godine na dan Brečićeva rođenja. Sastoji se od diplome i novčanog iznosa.

## Dobitnici
- 1999.:

Dalibor Foretić, za kritičarske tekstove, osvrte i studije objavljene 1998. i 1999.

Ivica Buljan, za tekstove Usamljeni umjetnici, Ikonoklazam - pogled prema tragediji, Institucionalna i nezavisna scena i Kamera u grlu
- 2000.:

Ivica Kunčević, za dramaturšku koncepciju

Boris Senker, za kazališnu esejistiku 
- 2001.:

Nikola Batušić, za ukupan prinos hrvatskoj teatrologiji

Sibila Petlevski, za teatrološke studije (knjiga Kazališne suigre) i za komparatističko-teatrološku studiju Simptomi dramskog moderniteta
- 2002.:

Petar Selem, za knjigu Doba režije

Lada Čale Feldman, za knjigu Euridikini osvrti
- 2003.:
- Nikola Vončina, za knjigu Prilozi za povijest radija i televizije u Hrvatskoj
- Filip Šovagović, za svoje četiri drame

- 2004.:

Marija Grgičević, za kazališne kritike koje objavljuje od 1961. u dnevnom, tjednom i dvotjednom tisku

Ana Lederer, za kazališnu publicistiku (knjiga Redatelj Tito Stroz)
- 2005.:

Marija Sekelez, za zalaganje u promicanju kazališnih djelatnosti i za prinos kazališnoj umjetnosti

Georgij Paro, uprizorenje Šenoine Ljubice
- 2006.:

Sanja Nikčević, za knjigu Nova europska drama ili velika obmana 

Ivo Gregurević, za svoj cjelokupni kazališni i filmski glumački opus
- 2007.:

- 2008.:

Boris B. Hrovat, za 30-godišnje prevođenje, kazališnu kritiku i dramaturški rad

Mate Maras, za prijevod sabranih djela Williama Shakespearea

## Vanjske poveznice i reference
- HRT[neaktivna poveznica] Nagrade 1999.
- HRT  Arhivirana inačica izvorne stranice od 6. ožujka 2016. (Wayback Machine) Nagrade 2000.
- HRT[neaktivna poveznica] Nagrade 2002.
- HRT[neaktivna poveznica] Nagrade 2003.
- Vijenac  Arhivirana inačica izvorne stranice od 4. prosinca 2008. (Wayback Machine) Kulturna kronika
- [neaktivna poveznica] Kulturna kronika